# Municipio de Tewksbury
El municipio de Tewksbury (en inglés: Tewksbury Township) es un municipio ubicado en el condado de Hunterdon en el estado estadounidense de Nueva Jersey. En el año 2010 tenía una población de 5.993 habitantes y una densidad poblacional de 73,09 personas por km².

## Geografía
El municipio de Tewksbury se encuentra ubicado en las coordenadas 40°41′31″N 74°47′0″O / 40.69194, -74.78333.

## Demografía
Según la Oficina del Censo en 2000 los ingresos medios por hogar en el municipio eran de $135,649 y los ingresos medios por familia eran $150,189. Los hombres tenían unos ingresos medios de $100,000 frente a los $57,500 para las mujeres. La renta per cápita para la localidad era de $65,470. Alrededor del 2.7% de la población estaba por debajo del umbral de pobreza.